# Artabotrys brevipes
Artabotrys brevipes är en kirimojaväxtart som beskrevs av William Grant Craib. Artabotrys brevipes ingår i släktet Artabotrys och familjen kirimojaväxter. Inga underarter finns listade i Catalogue of Life.